# پن تسائو کانگ مو
پن تسائو کانگ مو (Pen Ts'ao Kang Mu) نام یک رسالهٔ داروسازی است که در سال ۱۵۹۷ تکمیل و منتشر شد. این رساله ۸۱۶۰ نسخه دارد که بر ۱۸۷۱ ماده که عموماً ریشهٔ گیاهی دارند متکی است. این رساله محتوی تعداد بسیاری از گیاهان دارویی و داروهایی با ریشهٔ حیوانی است که ثابت می‌کند که چینی‌ها بیش از هر قوم دیگری این داروها را می‌شناخته و به کار می‌برده‌اند.